# Mariusz Cissewski
Mariusz Cissewski (ur. 13 lutego 1969 w Gdańsku) – polski hokeista grający na pozycji bramkarza, zawodnik klubów niemieckich, reprezentant kraju.

## Kariera
Mariusz Cissewski karierę rozpoczął w 1986 roku w Stoczniowcu Gdańsk, w którym grał do 1987 roku. Latem 1990 roku wyjechał do RFN, gdzie podpisać kontrakt z klubem Bundesligi niemieckiej – Kölner EC, w barwach którego w sezonie 1990/1991 rozegrał 31 meczów ligowych. W sezonie 1991/1992 reprezentował barwy klubu Oberligi niemieckiej – Herforder EG (31 meczów ligowych), skąd w 1992 roku wrócił Kölner EC, gdzie do 1994 roku rozegrał 57 meczów ligowych.
Następnym klubem w karierze Cissewskiego był EHC Neuwied, z którym odnosił największe sukcesy w swojej karierze: dwukrotne mistrzostwo I ligi niemieckiej (1997 – porażka 2:0 w rywalizacji z TSV Erding o awans do Deutsche Eishockey Liga, 1998 – awans do Deutsche Eishockey Liga) oraz Puchar Niemiec w edycji 1996/1997. W klubie grał do 1999 roku. Łącznie w barwach tego klubu rozegrał 225 meczów ligowych (44 mecze w Deutsche Eishockey Liga, 181 meczów w I lidze niemieckiej).
Następnie reprezentował barwy klubów z niższych lig: Hamburg Crocodiles (1999–2001 – 51 meczów ligowych), ERSC Amberg (2001–2002 – 31 meczów ligowych), Dresdner Eislöwen (2002–2003 – 45 meczów ligowych), Revierlöwen Oberhausen (2003–2004 – 20 meczów ligowych) oraz ponownie Hamburg Crocodiles, gdzie w 2005 roku w wieku 36 lat zakończył sportową karierę. Łącznie w Deutsche Eishockey Liga rozegrał 132 mecze ligowe, w I lidze niemieckiej 181 meczów ligowych oraz w niższych ligach 178 meczów ligowych.

## Kariera reprezentacyjna
Mariusz Cissewski jako reprezentant Polski U-18 brał udział w rozgrywanych w Finlandii mistrzostwach Europy U-18 1987, na których jego drużyna zajęła 6. miejsce oraz został powołany przez selekcjonera seniorskiej reprezentacji Polski – Ludka Bukača na mistrzostwa świata 1999, gdzie reprezentacja Polski grała na turnieju Grupy B w Danii i turniej zakończyła na 7. miejscu, a Cissewski nie rozegrał na tym turnieju żadnego meczu.

## Przebieg kariery klubowej
- Stoczniowiec Gdańsk (1986–1987)
- Kölner EC (1990–1991)
- Herforder EG (1991–1992)
- Kölner EC (1992–1994)
- EHC Neuwied (1994–1999)
- Hamburg Crocodiles (1999–2001)
- ERSC Amberg (2001–2002)
- Dresdner Eislöwen (2002–2003)
- Revierlöwen Oberhausen (2003–2004)
- Hamburg Crocodiles (2004–2005)

## Sukcesy

### EHC Neuwied
- Mistrzostwo I ligi niemieckiej: 1997, 1998
- Awans do ekstraklasy niemieckiej: 1998
- Puchar Niemiec: 1997

### Revierlöwen Oberhausen
- Mistrzostwo Regionalligi: 2004